# 8206 Masayuki
8206 Masayuki (1994 WK1) là một tiểu hành tinh vành đai chính được phát hiện ngày 27 tháng 11 năm 1994 bởi T. Kobayashi ở Oizumi.